# Thiên niên kỷ 3
Thiên niên kỷ 3 là khoảng thời gian tính từ năm 2001 đến hết năm 3000, nghĩa là bằng 1000 năm, trong lịch Gregory.
Các nghiên cứu về tương lai đang diễn ra nhằm tìm hiểu những gì có thể sẽ tiếp tục và những gì có thể thay đổi một cách hợp lý trong giai đoạn này và sau đó.

## Thế kỷ 21

### Thập niên 2000
- Xem: 2001
- 2002
- 2003
- 2004
- 2005
- 2006
- 2007
- 2008
- 2009

### Thập niên 2010
- Xem: 2010
- 2011
- 2012
- 2013
- 2014
- 2015
- 2016
- 2017
- 2018
- 2019

### Thập niên 2020
- Xem: 2020
- 2021
- 2022
- 2023
- 2024
- 2025
- 2026
- 2027
- 2028
- 2029

- 2024:
  - Đường hầm Eo biển Fehmarn giữa Đan Mạch và Đức dự kiến hoàn thành.[1]
  - SpaceX dự kiến bắt đầu kế hoạch đưa người lên Sao Hỏa, và dự kiến đến nơi năm 2025.[2]
  - Thế vận hội Mùa hè 2024 được tổ chức tại Paris, Pháp.[3]
- 2025:
  - Kính thiên văn Giant Magellan dự kiến hoàn thành.[4]
  - Kính thiên văn vô tuyến SKA dự kiến hoàn thành.[5]
- 2026:
  - Hoàn tất thi công Vương cung thánh đường Sagrada Família tại Tây Ban Nha.[6]
  - Giải vô địch bóng đá thế giới 2026 được tổ chức tại Canada, Mexico và Hoa Kỳ.[7]
- 2028: Thế vận hội Mùa hè 2028 được tổ chức tại Los Angeles, California.[3]
- 2029:
  - 13 tháng 4: Thiên thạch 99942 Apophis đi vào Quỹ đạo của Mặt Trăng, có thể được nhìn thấy bằng mắt thường.[8]

### Thập niên 2030
- 2030: Tàu vũ trụ của JUICE của Cơ quan vũ trụ châu Âu dự kiến sẽ đi vào hệ thống Sao Mộc.
- 2032: Sao Thủy đi qua Mặt Trời.
- 2038: Sự cố năm 2038, tương tự Sự cố máy tính năm 2000 có thể xảy ra vào ngày 19 tháng 1 năm này.
- 2039: Sao Thủy đi qua Mặt Trời.

### Thập niên 2040
- 2042: Dân số thế giới đạt mức 9 tỉ. Người Mỹ gốc Âu trở thành thiểu số ở Hoa Kỳ.
- 2045: Ngày 17 tháng 8, Indonesia sẽ kỷ niệm 100 năm ngày độc lập.
- 2047: Ngày 14 tháng 8, Pakistan sẽ kỷ niệm 100 năm ngày độc lập.
- 2047: Ngày 15 tháng 8, Ấn Độ sẽ kỷ niệm 100 năm ngày độc lập.
- 2047: Ngày 1 tháng 7, quy chế đặc khu hành chính của Cộng hòa Nhân dân Trung Hoa dành cho Hong Kong, theo Tuyên bố chung Trung - Anh và Hiến pháp Hong Kong, hết hiệu lực.
- 2049: Ngày 20 tháng 12, quy chế đặc khu hành chính của Cộng hòa Nhân dân Trung Hoa dành cho Ma Cao, theo Tuyên bố chung về vấn đề Macau, hết hiệu lực.

### Thập niên 2050
- 2050: Chương trình Rừng phòng hộ Tam Bắc ở Trung Quốc ngăn tình trạng sa mạc hóa từ sa mạc Gobi sẽ hoàn thành.[9] Gần một nửa rừng Amazon sẽ bị tàn phá.
- 2051: Tín hiệu vô tuyến liên sao Cosmic Call sẽ đi đến mục tiêu là sao Gliese 777.
- 2057:
  - Hai lần nhật thực xảy ra cùng một năm.
  - Ngày 31 tháng 8, Malaysia sẽ kỷ niệm 100 năm ngày độc lập.

### Thập niên 2060
- 2061: Sao chổi Halley sẽ trở lại vào bên trong Hệ Mặt Trời. Nó đạt điểm cận nhật vào ngày 28 tháng 7.
- 2065: Sao Thủy đi qua Mặt Trời và hiện tượng Sao Kim che khuất Sao Mộc trên bầu trời.
- 2067: Sao Thủy vượt qua Sao Hải Vương trên bầu trời.

### Thập niên 2070
- 2076: Tiểu hành tinh 90377 Sedna đạt điểm cận nhật.
- 2077: Bắt đầu thế kỷ 16 theo lịch Hồi giáo.

### Thập niên 2080
- 2084: Thỏa thuận thuê đất ở Uluru bởi người Pitjantjatjara với chính phủ Úc sẽ hết hạn.

## Thế kỷ 22

### Thập niên 2100
- 2100: Ngày 1 tháng 1 "Thư gửi thế hệ năm 2100" đặt tại Nhà máy thủy điện Hoà Bình, Việt Nam sẽ được mở.[10]
- 2100: Ngày 14 tháng 3 (nhằm ngày 29 tháng 2 theo lịch Julius), sự chênh lệch giữa lịch Julius và lịch Gregorius sẽ là 14 ngày. Bởi vì 14 chia hết cho 7, đây sẽ là lần đầu tiên trong lịch sử kể từ khi lịch được bắt đầu rằng lịch Gregorius sẽ có cùng thứ cho mỗi ngày trong suốt năm so với lịch Julius. Điều này sẽ kết thúc vào ngày 28 tháng 2 năm 2200 theo lịch Gregorius.
- Ngôi sao Polaris (sao Bắc cực hiện tại) sẽ nằm xa nhất so với hướng bắc.
- 2103: Theo thỏa thuận giữa Cục Lưu trữ Quốc gia Hoa Kỳ và Caroline Kennedy, chiếc áo khoác mà Jackie Kennedy mặc vào ngày John F. Kennedy bị ám sát sẽ được công khai.

### Thập niên 2110
- 2110: Theo chương trình truyền hình Extreme Engineering của Discovery Channel, dự án Tháp Shimizu Mega-City của Nhật Bản dự kiến sẽ được hoàn thành.
- 2113: Tháng 8, Sao Diêm Vương sẽ đạt điểm cận nhật lần đầu tiên kể từ khi được khám phá.
- 2114: Sedna sẽ vượt qua Eris để trở thành vật thể hình cầu xa nhất chuyển động quanh Mặt Trời từng được biết đến.
- 2117: Ngày 10 tháng 12, Sao Kim đi qua Mặt Trời.

### Thập niên 2120
- 2123: Sao Hỏa và Sao Mộc giao hội ba lần liên tiếp trong một năm.
- 2123: Ngày 9 tháng 6, hiện tượng nguyệt thực diễn ra rất lâu với thời gian lên đến 106,1 phút.
- 2123: Vào 15:28 UTC ngày 14 tháng 9, diễn ra thiên thực giữa Sao Kim và Sao Mộc.
- 2125: Ngày 8 tháng 12, Sao Kim đi qua Mặt Trời.
- 2126: Vào 16:08 UTC ngày 28 tháng 8, Sao Thủy che khuất Sao Hỏa trên bầu trời.

### Thập niên 2130
- 2134: Sao chổi Halley sẽ trở lại vào bên trong Hệ Mặt Trời.